# Hibberdiales
Hibberdiales је ред планктонских златних алги. Карактерише их један бич видљив под светлосним микроскопом, као и три „корена" у кинетозому изграђена од микротубула. Ред је скоро описан, па тачан број таксона који овде спадају још није сигуран. Даља истраживања ћелијске ултраструктуре појединих врста златних алги може довести до проширења овог реда. Монотипски и номинотипски род Hibberdia одликује се присуством два фотосинтетска ксантофила — антераксантина и фукоксантина.

## Систематика
Ред се дели на следећи начин:
фамилија 
род 
род 
фамилија 
род 
род 
род 
род 
род 
род 
род 
род 
род 
род 
род 
род 
род 
род 
род 
род 
род 
род 
род 
род 